# Сілвертон (Британська Колумбія)
Сілвертон (англ. Silverton) — село в Канаді, у провінції Британська Колумбія, у складі регіонального округу Сентрал-Кутеней.

## Населення
За даними перепису 2016 року, село нараховувало 195 осіб, показавши зростання на 0,0%, порівняно з 2011-м роком. Середня густина населення становила 550,7 осіб/км².
З офіційних мов обидвома одночасно володіли 10 жителів, тільки англійською — 185. Усього 15 осіб вважали рідною мовою не одну з офіційних.
Працездатне населення становило 44,8% усього населення, усі були зайняті.
34,5% мешканців мали закінчену шкільну освіту, не мали закінченої шкільної освіти — 10,3%, 58,6% мали післяшкільну освіту, з яких 41,2% мали диплом бакалавра, або вищий.
| Статево-вікова структура населення | Статево-вікова структура населення | Статево-вікова структура населення | Статево-вікова структура населення | Статево-вікова структура населення |
| ---------------------------------- | ---------------------------------- | ---------------------------------- | ---------------------------------- | ---------------------------------- |
|                                    |                                    |                                    |                                    |                                    |
| Всього                             | Всього                             | 48,7%51,3%                         |                                    |                                    |
| 0 — 14 років                       | 0 — 14 років                       |                                    | 7,5%                               | 7,5%                               |
| 15 — 64 років                      | 15 — 64 років                      |                                    | 57,5%                              | 57,5%                              |
| 65 і більше                        | 65 і більше                        |                                    | 35%                                | 35%                                |
| Середній вік (років)               | Середній вік (років)               | 55,056,9                           | 55,9                               | 55,9                               |
| Медіана (років)                    | Медіана (років)                    | 60,859,7                           | 60,1                               | 60,1                               |
| — чоловіки — жінки                 |                                    |                                    |                                    |                                    |

| Походження мешканців:     | Походження мешканців:     | Походження мешканців: | Походження мешканців: | Походження мешканців: |
| ------------------------- | ------------------------- | --------------------- | --------------------- | --------------------- |
| Походження                |                           |                       | осіб                  | %                     |
| Корінні американці        | Корінні американці        |                       | 0                     | 0%                    |
| Інше північноамериканське | Інше північноамериканське |                       | 60                    | 37.5%                 |
| Європейське               | Європейське               |                       | 130                   | 81.25%                |
| британське                | британське                |                       | 65                    | 40.63%                |
| французьке                | французьке                |                       | 20                    | 12.5%                 |
| українське                | українське                |                       | 20                    | 12.5%                 |
| Азійське                  | Азійське                  |                       | 10                    | 6.25%                 |

## Клімат
Середня річна температура становить 6,6°C, середня максимальна – 20,7°C, а середня мінімальна – -10°C. Середня річна кількість опадів – 947 мм.
| Клімат поселення                              | Клімат поселення | Клімат поселення | Клімат поселення | Клімат поселення | Клімат поселення | Клімат поселення | Клімат поселення | Клімат поселення | Клімат поселення | Клімат поселення | Клімат поселення | Клімат поселення | Клімат поселення |
| Показник                                      | Січ.             | Лют.             | Бер.             | Квіт.            | Трав.            | Черв.            | Лип.             | Серп.            | Вер.             | Жовт.            | Лист.            | Груд.            |                  |
| Середній максимум, °C                         | 2,65             | 5,08             | 8,29             | 12,53            | 17,03            | 20,74            | 19,98            | 20,04            | 15,12            | 9,34             | 3,38             | 0,05             |                  |
| Середня температура, °C                       | −3,68            | −1,26            | 1,96             | 6,21             | 10,70            | 14,42            | 17,20            | 17,26            | 12,36            | 6,56             | 0,62             | −2,72            |                  |
| Середній мінімум, °C                          | −10,02           | −7,58            | −4,39            | −0,12            | 4,37             | 8,08             | 14,42            | 14,48            | 9,58             | 3,78             | −2,16            | −5,5             |                  |
| Норма опадів, мм                              | 116              | 68               | 70               | 64               | 69               | 83               | 59               | 56               | 54               | 76               | 119              | 113              |                  |
| Середньомісячна швидкість вітру, м/с          | 2.09             | 1.97             | 2.18             | 2.36             | 2.27             | 2.25             | 2.16             | 2.07             | 1.92             | 1.99             | 2.11             | 2.06             |                  |
| Середньомісячна сонячна радіація, кДж/м²·день | 3455             | 7068             | 11791            | 16613            | 20281            | 21924            | 23453            | 20125            | 14233            | 8248             | 3795             | 2728             |                  |
| --------------------------------------------- | ---------------- | ---------------- | ---------------- | ---------------- | ---------------- | ---------------- | ---------------- | ---------------- | ---------------- | ---------------- | ---------------- | ---------------- | ---------------- |
| Джерело:                                      |                  |                  |                  |                  |                  |                  |                  |                  |                  |                  |                  |                  |                  |